# Tolnanémedi, Tolna
Tolnanémedi  este un sat în districtul Tamás, județul Tolna, Ungaria, având o populație de 1.107 locuitori (2011). 

## Demografie
Componența etnică a satului Tolnanémedi
     Maghiari (93,64%)
     Romi (5,03%)
     Germani (1,33%)
Componența confesională a satului Tolnanémedi
     Fără religie (20,05%)
     Reformați (9,76%)
     Luterani (6,96%)
     Necunoscută (62,51%)
     Atei (0,72%)
     Alte religii (0,81%)
Conform recensământului din 2011, satul Tolnanémedi avea 1.107 locuitori. Din punct de vedere etnic, majoritatea locuitorilor (93,64%) erau maghiari, existând și minorități de romi (5,03%) și germani (1,33%). Nu există o religie majoritară, locuitorii fiind persoane fără religie (20,05%), reformați (9,76%) și luterani (6,96%). Pentru 62,51% din locuitori nu este cunoscută apartenența confesională.